# ED-209
ED-209 (Enforcement Droid Series 209) – fikcyjny robot występujący w amerykańskim filmie science fiction RoboCop (1987) stworzony przez fikcyjną korporację Omni Consumer Product (OCP).

## Historia ED-209
Miasto Detroit w stanie Michigan jest bliskie upadku z powodu niewłaściwego zarządzania finansami i wysokiej przestępczości. Władze miasta podpisują umowę z korporacją OCP która ma zarządzać departamentem policji w Detroit i dbać o bezpieczeństwo w mieście, w zamian za zezwolenie korporacji na budowę nowoczesnego Delta City. Wiceprezydent OCP Dick Jones (Ronny Cox) demonstruje podczas spotkania zarządu nowego robota do zwalczania przestępczości ED-209 który jednak działa nieprawidłowo zabijając jednego z członków korporacji Kinneya (Kevin Page) podczas prezentacji. Bob Morton (Miguel Ferrer), ambitny dyrektor wykonawczy wykorzystuje okazję by przedstawić swój eksperymentalny projekt RoboCop. Przewodniczący OCP (Dan O’Herlihy) jest przerażony porażką ED-209 i zatwierdza plan Mortona, ku wściekłości Jonesa. 
Przestępca Clarence Boddicker (Kurtwood Smith) przyciśnięty w wytwórni kokainy przez RoboCopa (Peter Weller) wyjawia mu że jest zatrudniony przez Jonesa więc cyborg-policjant udaje się do siedziby OCP aby go aresztować. Jones przyznaje się do winy za śmierć Mortona i próbuje zabić RoboCopa aktywując ED-209 uzbrojonego w karabiny maszynowe i małą wyrzutnię rakietową, jednak cyborg-policjant po walce ucieka schodami. ED-209 nie może go dogonić bo jego masywne stopy nie mieszczą się na stopniach co powoduje przewrócenie się robota. Po rozprawieniu się w opuszczonej hucie z Boddickerem i jego ludźmi RoboCop wraca do siedziby OCP gdzie przed wejściem czeka już na niego ED-209 którego niszczy za pomocą karabinu Cobra Assault Cannon (Barrett M82) odebranego wcześniej martwemu Boddickerowi.

## Budowa ED-209
Budowa robota zajęła około czterech miesięcy. Ekipa filmowa najpierw zbudowała model w małej skali który miał około 20 centymetrów wysokości i wykonany był z pianki i różnych kawałków plastiku. Wszystkie główne części ciała ED-209 w pełnej skali – głowa, ręce, nogi i brzuch zostały wykonane z włókna szklanego, natomiast części szczegółowe z plastiku. Jedynym metalem, który został użyty, były śruby przytrzymujące drewnianą ramę razem. Ukończony robot miał 213 centymetrów wysokości i ważył około 136 kilogramów.